# Фридецкий, Анджей
Анджей Фридецкий (пол. Andrzej Frydecki; 26 ноября 1903, Сосновец — 7 июля 1989, Вроцлав) — архитектор, педагог, специалист по проектированию театральных сооружений.

## Биография
Родился 26 ноября 1903 года в городе Сосновец (ныне — в составе Силезского воеводства). Окончил гимназию им. Сташица. Учился на факультете архитектуры Львовской политехники в 1922—1930 годах. Получил диплом с двумя отличиями. В дальнейшем ассистент, позже доцент там же. В течение 1931—1934 гг. был членом Политехнического общества во Львове. В 1934 г. избран вице-президентом львовского отдела SARP (союза архитекторов). В мае 1943 года вынужден немецкой оккупационной властью выехать из Львова. Вместе с семьей проживал в селе Чудец вблизи Жешува. Несколько месяцев работал в Жешуве, позже — в Региональной дирекции пространственного планирования в Катовицах (в 1945—1947), преподавал проектирование в тамошних учебных заведениях. С 1947 года жил во Вроцлаве, преподавал во Вроцлавской политехнике на кафедре утилитарного строительства. Автор книги «Projektowanie budynkόw widowiskowych dla teatru, muzyki i filmu» (Вроцлав, 1976). Отмечен Кавалерским и Командорским крестами Ордена Возрождения Польши. Умер 7 июля 1989 года во Вроцлаве. Имя Фридецкого отчеканен на памятной таблице Архитектурного факультета Вроцлавского политехники.

## Избранные работы
Реализованные проекты
- Дом PZUS во Львове (после 1928).[6]
- Корпус больницы для психически больных в Кракове, в местности Кобежин (1928).[6]
- Развитие костел Пресвятой Девы Марии Королевы Польши (ныне греко-католическая церковь) на Сыхове во Львове. Небольшой однонефный неоготический храм был построен 1910 году. Фридецкий спроектировал новый, большой неф в формах стиля функционализм, совмещенном с элементами неоготики (стрельчатые окна, контрфорсы). Старый храм превращен в пресбитерий нового. Реализован 1936 года.[6]
- «Дом солдата» на нынешний площади Петрушевича, 2 в Львове. Совместный проект 1935 Стефана Порембовича и Анджея Фридецкого получил первое место на конкурсе. Он предусматривал оригинальное сочетание кино — и театрального зала. Строительство велось от 1938 года, но из-за начала войны не завершено. Достроено лишь в советское время (1961 года) по проекту Людмилы Нивины.[7][6]
- Пансионат на 60 мест в Моршине (до 1939).[8]
- Увеселительное заведение в Сколе (до 1939).[8]
- Дошкольное учреждение в Делятине (до 1939).[8]
- Развитие городского театра во Вроцлаве (до 1939).[8]
- Временный одноэтажный лабораторный павильон, а также три опытно-производственных зала механического факультета Вроцлавской политехники на улице Смолюховского. Проект, вероятно, 1948 года. Сооружение завершено весной 1949 года. Здания не сохранены. В том же комплексе построен главный корпус механического факультета на улице Лукасевича. Проект 1949 года, строительство продолжалось до 1953. Ряд других сооружений проектируемого комплекса не построено.[9]
- Детальный план застройки жилого микрорайона горняков № 11 в Катовицах (между 1945 и 1951).[8]

Нереализованные
- Учебный проект театра (1927).[10]
- Одна из трех третьих наград конкурса 1928 года на лучший проект павильона Львова для Общей краевой выставки 1929 года в Познани. Соавтор Виктория Канск-Фридецкая.[11]
- Учебный проект комплекса водных видов спорта (1929).[12]
- Проект типовых малых жилых домов на второй конкурс Банка хозяйства краевого. 1933 год. Совместная работа Фридецкого, Юлиана Духовича, Збигнева Хвалібуга и Витольда Кольбушовского была среди нескольких десятков принятых проектов. Всего в конкурсе принимали участие 437 работ.[13]
- III награда конкурса на здание городских электрических заведений в Львове (1934, совместно с Стефаном Порембовичем).[14]
- Проект костела святого Винсента де Поля во Львове. Создан для конкурса 1937 года, на котором получил вторую награду (фактически высшую, первую никому не присуждено). Соавторы Виктория Канск-Фридецкая и Янина Бельская. Храм планировался в крайне простых монументальных формах с весьма «светским» характером. Необычной была и внутренняя строение. Так восточный боковой неф планировалась вдвое шире от западного. Работа вместе с другими конкурсными проектами экспонировалась в Дворце искусств на территории Восточных торгов. В том же году был создан второй вариант проекта, а также еще три его модифицированных варианта. Все основаны на очень упрощенных своеобразно потрактованих формах готики. Их тоже не было принято к реализации.[15]
- III награда конкурса на проекты сооружений механического и электротехнического факультетов Львовской политехники (1937, совместно с Викторией Американской-Фридецкой, при сотрудничестве Янины Бельской).[16]
- Проект дома Польского исторического общества во Львове. Разработан для закрытого конкурса 1938 года. Не был принят к реализации.[17]
- Эскизный проект дома Школы угольной промышленности в Сосновце (до 1939).[8]
- Проект перестройки бернардинского монастыря в Львове. Конец 1930-х годов.[18]
- Проект корпусов электрического и авиационного факультетов Вроцлавской политехники. Планировалось построить крупный комплекс сооружений, стилистически близких к соцреализму, на территории между Грюнвальдской осью, улицами Норвида и Смолюховского. Проектирование начато в 1947 или 1948 года и завершено в 1949. Не реализовано. Строительство начато позже, по конкурсному проекту других архитекторов.[19]
- Конкурсный проект автобусного вокзала во Львове, II награда (к 1939).[20]
- Проект «Дома студента» во Вроцлаве. Созданный в 1949 году. Планировался в местности Щитники, в квартале между улицами Парковой, Коперника, Дикштейна и Банаха. Рассчитан на 1780 человек и должен был состоять из трех соединенных между собой семиэтажных жилых блоков, одного десятиэтажного, а также спортивного комплекса со стадионом, крытым бассейном и спортзалом. Не был реализован.[21]
- Конкурсный проект архитектурно-урбанистического развития площади Костюшко во Вроцлаве (между 1945 и 1951).[8]
- Конкурсный проект дома Общего учреждения взаимного страхования в Львове, I награда (к 1939).[20]
- Конкурсный проект здания Медицинской академии во Вроцлаве (между 1945 и 1951).[8]
- Конкурсный проект дома Металлургической школы в Катовицах I награда (между 1945 и 1951).[8]
- Конкурсный проект здания Центральной поликлиники во Львове, III награда (к 1939).[20]
- Конкурсный проект водонапорной башни PKP в Катовицах III награда (между 1945 и 1951).[8]
- Конкурсный проект интерьеров кафе «Феникс» в Кракове II награда (к 1939).[20]
- Конкурсный проект корпуса авиационного и механического факультетов Вроцлавской политехники (между 1945 и 1951).[8]
- Конкурсный проект типовых домов для рабочих в Львове, III награда (к 1939).[20]
- Планы пространственного упорядочения городов Бендзин, Жоры и Сосновец (между 1945 и 1951).[8]
- Проект архитектурного окружения памятника силезским повстанцам на горе святой Анны (между 1945 и 1951).[8]
- Проект восстановления оперного театра во Вроцлаве (между 1945 и 1951).[8]